# Louis Guillermit
Louis Guillermit, né le 11 novembre 1919 à Guilers (Finistère) et mort le 22 mars 1982 à Marseille, est un historien français de la philosophie, spécialiste des œuvres de Platon et surtout de Kant, ainsi que de la réception de cette dernière, en particulier chez Jacobi.

## Biographie
Étudiant d'origine bretonne, Louis Guillermit obtient au sortir de la guerre, en 1946, l'agrégation de philosophie, qui lui ouvre une longue carrière d'enseignement, essentiellement à Paris puis à Aix-en-Provence. Après un bref passage par le lycée de Dijon, il enseigne dans la capitale au lycée Claude-Bernard. À la fin des années 1950, il devient professeur de philosophie en khâgne aux lycées Henri-IV et Louis-le-Grand, tout en étant rapidement chargé de cours à la Sorbonne et de conférences à l’École normale supérieure de la rue d'Ulm.
Mais c'est à la Faculté des lettres d'Aix-en-Provence qu'il intègre la recherche universitaire avec un poste d'assistant. En 1969, il y fonde un laboratoire de recherche : l'Institut d'histoire de la philosophie, auquel collabore Pierre Aubenque. Après avoir soutenu en Sorbonne le 16 juin 1975 un doctorat d'État sur Le Réalisme de F.H. Jacobi, Guillermit est enfin nommé professeur titulaire de la chaire d'histoire de la philosophie à l'université provençale, quelques années à peine avant sa mort prématurée. Son collègue Gérard Lebrun assure alors sa succession à la tête de l'Institut aixois et la pérennité de son œuvre institutionnelle, tandis que ses anciens élèves s'attachent à publier de manière posthume, à partir de 1986, ses manuscrits inédits.

## Méthode et enseignement
La démarche scientifique de Louis Guillermit s'inscrit dans la lignée de l'histoire structurale de la philosophie telle que l'a définie l'œuvre pionnière de Martial Gueroult. Il représente un de ses principaux héritiers intellectuels, avec Victor Goldschmidt et Jules Vuillemin, son ancien condisciple.
Cette rigueur dans la lecture des textes philosophiques correspond à une faculté remarquable de transmettre l'intérêt pour l'histoire de la philosophie, qui a eu une « influence pédagogique particulièrement profonde et durable », selon les mots du directeur de l'ÉNS, Claude Debru. Un de ses élèves les plus proches, Jackie Pigeaud, souligne ainsi le caractère authentiquement captivant de son enseignement dépourvu d'artifices, ses cours manifestant « une pensée qui se retenait d'être séduisante, mais qui l'était infiniment par cette retenue même ». Claude Debru en conclut que « Guillermit était le contraire d'un sophiste : il n'était pas captieux, mais fort ».

## Publications
Par ordre chronologique, seules sont mentionnées les éditions originales, suivies de leurs rééditions quand elles sont modifiées :
- Le sens du destin, cosigné avec Jules Vuillemin, coll. « Être et penser : cahiers de philosophie », no 21, Neuchâtel : Éditions de la Baconnière, 1948[9].
- La liberté, coll. « Textes et documents philosophiques » dirigée par Georges Canguilhem, Paris : Hachette, 1959[10].
- Leibniz : L'entendement humain, coll. « Les Grands textes » dirigée par Cl. Khodoss et J. Laubier, no 3, Paris : PUF, 1961, nouvelle édition mise à jour 1969[11].
- Kant : Logique, coll. « Bibliothèque des textes philosophiques », Paris : Vrin, 1966, seconde édition augmentée, 1970.
- Spinoza : Philosophie et politique, coll. « Les grands textes : bibliothèque classique de philosophie », Paris : PUF, 1967[12].
- Kant : Sur l'expression courante "il se peut que ce soit juste en théorie, mais en pratique cela ne vaut rien", 1793 ; Sur un prétendu droit de mentir par humanité, 1797, coll. « Bibliothèque des textes philosophiques », Paris : Vrin, 1967.
- Kant : Première introduction à la critique de la faculté de juger ; D'un ton grand seigneur adopté naguère en philosophie ; Annonce de la proche conclusion d'un traité de paix perpétuelle en philosophie, coll. « Bibliothèque des textes philosophiques », Paris : Vrin, 1968.
- Kant : Les progrès de la métaphysique en Allemagne depuis le temps de Leibniz et de Wolf, 1793, coll. « Bibliothèque des textes philosophiques », Paris : Vrin, 1968.
- Le réalisme de F. H. Jacobi, Aix-en-Provence : Publications de l'Université de Provence, 1982[13] ; nouvelle édition corrigée sous le titre : Jacobi : David Hume et la croyance, idéalisme et réalisme, coll. « Textes & commentaires », Paris : Vrin, 2000.
- "Critique de la faculté de juger esthétique" de Kant : commentaire, préface Jean-Yves Château, coll. « Lectoguide », Paris : Pédagogie moderne, 1981.
- L'élucidation critique du jugement de goût selon Kant, suivie d'une traduction nouvelle de la première partie de la Critique du jugement (« critique de la faculté de juger esthétique »), texte établi et présenté par Elisabeth Dechery-Schwartz et Jules Vuillemin, Paris : CNRS, 1986.
- Kant : Prolégomènes à toute métaphysique future qui pourra se présenter comme science, texte établi et présenté par Jules Vuillemin, avec la collaboration d'Elisabeth Schwartz, coll. « Bibliothèque des textes philosophiques », Paris : Vrin, 1986.
- Platon par lui-même, avant-propos de Jackie Pigeaud, Sommière : Éd. de l'Éclat, 1989 ; nouvelle édition, coll. « GF », no 785, Paris : Flammarion, 1994[14].
- L'enseignement de Platon, texte établi par Alfrieda Pigeaud et présenté par Jackie Pigeaud, avec un avant-propos de Gilles Gaston Granger, 2 vol.[15], Nîmes : l'Éclat, 2001[16].
- Leçons sur la "Critique de la raison pure" de Kant, éditées et présentées par Michel Fichant, coll. « Bibliothèque d’histoire de la philosophie », Paris : Vrin, 2008.